# Hypolepis
Hypolepis es un género de helechos perteneciente a la familia Dennstaedtiaceae. Comprende 141 especies descritas y de estas, sólo 42 aceptadas.

## Taxonomía
El género fue descrito por Johann Jakob Bernhardi  y publicado en Neues Journal für die Botanik 1(2): 34. 1805[1806] La especie tipo es: Hypolepis tenuifolia

## Especies
El género contiene unas 140 especies :